# Virginia Slims of Oklahoma City 1971
Il Virginia Slims of Oklahoma City 1971 è stato un torneo di tennis giocato sul cemento indoor. È stata la 1ª edizione del torneo, che fa parte del Virginia Slims Circuit 1971. Si è giocato a Oklahoma City negli USA, dal 25 al 31 gennaio 1971.

## Campionesse

### Singolare
Billie Jean King ha battuto in finale  Rosie Casals con il punteggio di 1–6, 7–6, 6–4

### Doppio
Rosie Casals /  Billie Jean King hanno battuto in finale  Mary-Ann Eisel /  Valerie Ziegenfuss con il punteggio di 6–7, 6–0, 7–5